# Ортон, Кайл
Кайл Ортон (англ. Kyle Orton, родился в 1982 году) — профессиональный игрок в американский футбол, выступавший на позиции квотербека в клубе Национальной футбольной лиги. Дебютировал в Национальной футбольной лиге в 2005 году. Выступал за команду «Чикаго Беарз».

## Статистика
Зав = Завершённые пасы; Поп = Попыток; %Зав = Процент завершённых пасов; Я/П = Ярдов за одну попытку; ТД-п = Тачдаун-пасов; Пер = Перехватов; ТД = Тачдаунов.
| Год   | Команда      | Игр | Пасы | Пасы | Пасы | Пасы  | Пасы | Пасы | Пасы | Выносы | Выносы | Выносы |
| Год   | Команда      | Игр | Зав  | Поп  | %Зав | Ярдов | Я/П  | ТД-п | Пер  | Поп    | Ярдов  | ТД     |
| ----- | ------------ | --- | ---- | ---- | ---- | ----- | ---- | ---- | ---- | ------ | ------ | ------ |
| 2005  | Чикаго Беарз | 15  | 190  | 368  | 51.6 | 1869  | 5.1  | 9    | 13   | 24     | 44     | 0      |
| Всего | Всего        | 15  | 190  | 368  | 51.6 | 1869  | 5.1  | 9    | 13   | 24     | 44     | 0      |